# 卡伦·普策尔
卡伦·普策尔（德語：Karen Putzer，1978年9月29日—），意大利女子高山滑雪运动员。她曾代表意大利参加1998年、2002年和2006年冬季奥林匹克运动会高山滑雪比赛，获得一枚铜牌。